# Ikram Cherrara
Ikram Cherrara, née le 6 juin 1998, est une haltérophile algérienne.

## Carrière
Ikram Cherrara est médaillée d'argent aux Championnats d'Afrique 2013 dans la catégorie des moins de 63 kg.
Elle est médaillée d'argent aux Jeux africains de la jeunesse de 2014 et aux Championnats d'Afrique 2016 dans la catégorie des moins de 69 kg. Elle remporte la médaille de bronze dans la même catégorie aux Championnats d'Afrique 2017 et aux Championnats d'Afrique 2018. Ikram Cherara est médaillée de bronze aux Championnats d'Afrique 2019 dans la catégorie des moins de 71 kg.
Elle est triple médaillée d'argent aux championnats d'Afrique 2021 à Nairobi dans la catégorie des moins de 64 kg.
Elle est triple médaillée d'argent aux championnats d'Afrique 2021 à Nairobi dans la catégorie des moins de 64 kg.
Elle est médaillée de bronze à l'épaulé-jeté et au total dans la catégorie des moins de 64 kg aux Jeux africains de 2023 à Accra.